# 町田市立南中学校
町田市立南中学校（まちだしりつ みなみちゅうがっこう）は、東京都町田市にある公立中学校。
略称は「南中」（なんちゅう）。
最寄駅の成瀬駅から徒歩20分。最寄りの南中学校前バス停からは徒歩五分。成瀬駅側から見て町田街道を越えた先にある。
校内にはシンボルとなっている欅の木があり、またスイートピーを校花にしている。
温水プールがあり、市民向けに有料で開放されている。
部活動では女子バレーボール部、水泳部、卓球部、女子硬式テニス部、男子硬式テニス部、ハンドボール部、陸上競技部、野球部、バドミントン部、サッカー部が都大会出場を果たした。

## 沿革
出典
- 1947年（昭和22年）
  - 4月1日 - 南多摩郡南村立南中学校設置告示。
  - 4月19日 - 萩野省二所代校長任命。
  - 5月1日 - 第1回入学式挙行。
  - 5月5日 - 校友会結成。
  - 9月5日 - 校舎第一期工事完成。
  - 9月18日 - 後援会総会。
- 1948年（昭和23年）
  - 6月2日 - 後援会を南中学校PTAと改称。
  - 6月27日 - 校舎第二期工事完成。
- 1950年（昭和25年）4月2日 - 木造新校舎工事完成。
- 1954年（昭和29年）
  - 4月1日 - 町村合併で南多摩郡町田町立南中学校に改称。
  - 4月25日 - 増築工事完成。
- 1957年（昭和32年）
  - 5月1日 - 創立10周年記念式典挙行し、校歌・校章制定。
  - 5月31日 - 木造新校舎第二期工事完成。
- 1958年（昭和33年）2月1日 - 市町村合併で町田市立南中学校に改称。
- 1960年（昭和35年）4月1日 - 木造新校舎第三期工事完成。
- 1962年（昭和37年）5月29日 - 木造新校舎第四期工事完成。
- 1964年（昭和39年）3月1日 - 増築工事完成。
- 1965年（昭和40年）8月2日 - 南地区学校プール築造工事完成。
- 1966年（昭和41年）3月1日 - 学校正門に鉄扉設置（卒業記念）。
- 1968年（昭和43年）
  - 3月15日 - 体育館完成。
  - 8月15日 - 鉄筋3階建校舎完成。
- 1970年（昭和45年）3月15日 - 校庭足洗新設置及び正門校名表札取付。
- 1971年（昭和46年）3月29日 - 鉄筋4階建校舎（増築）完成。
- 1972年（昭和47年）
  - 3月25日 - 新校舎落成式挙行。
  - 10月7日 - 校庭散水装置11箇所設置（同窓会より）。
- 1975年（昭和50年）9月1日 - 町田市立つくし野中学校設置に伴い、通学区域を一部分割し、8学級（一部生徒）移籍。
- 1977年（昭和52年）
  - 9月1日 - 鉄筋校舎増築完成。
  - 12月2日 - 「30年のあゆみ」発行。
- 1980年（昭和55年）10月15日 - 体育館ステージ緞帳新調。
- 1981年（昭和56年）3月31日 - 町田市立南成瀬中学校設置に伴い、通学区域を一部分割（一部生徒移籍）。
- 1983年（昭和58年） - 正門及び1号館屋上のフェンスを全面改修。
- 1986年（昭和61年）7月19日 - 校花（スイートピー）制定。
- 1987年（昭和62年）
  - 8月19日 - 野外炊飯場を設置。
  - 11月21日 - 創立40周年記念式典挙行。
- 1993年（平成5年）3月15日 - パソコン室完成。
- 1997年（平成9年）10月4日 - 創立50周年記念式典挙行。
- 1999年（平成11年）3月23日 - 新体育館・プール改築工事落成式挙行。
- 2005年（平成17年）1月11日 - 学校ネットワーク（無線LAN）設置し、稼働。
- 2007年（平成19年）11月2日 - 創立60周年記念式典挙行。
- 2011年（平成23年）4月1日 - 特別支援学級開級
- 2013年（平成25年） - ノートパソコン設置。[要出典]
- 2016年（平成28年）3月31日 - 防音・トイレ改修工事完成。
- 2017年（平成29年）
  - 4月1日 - 新標準服（制服）着用。
  - 11月10日 - 創立70周年記念式典挙行。
- 2019年（平成31年・令和元年）
  - 4月1日 - サポートルーム（巡回型特別支援教室）開設。
  - 時期不明 - 授業教室にプロジェクター設置。[要出典]
- 2020年（令和2年）9月1日 - 体育館・武道場の空調設備完成。
- 2021年（令和3年）
  - 1月14日 - 体育館LED化工事完成。
  - 時期不明 - 全校生徒分のChromebookを配備。[要出典]

## 学校行事
- 体育大会（6月）
- 合唱コンクール（11月）
- 合掌園交流会
- 学習発表会

## 生徒会活動
任期は1年で、毎年9月に生徒会本部役員選挙がある。
主な活動
中央委員会、生徒総会などの司会進行
委員会活動
任期は半年で4月と9月下旬にどの委員会に所属するかを決める。各学級から各委員会に男女1名が所属することになっている（放送委員会は男女のうち1名）。また、風紀委員会、環境美化委員会、保健委員会、体育委員会、図書委員会、放送委員会、広報委員会のことを専門委員会と呼ぶ。
中央委員会では各委員会委員長や、生徒会、学級代表委員の一部が集まって、重要な事柄を処理する。
そして、学級代表委員会は、それぞれの学年に分かれており、クラスのリーダーというような役割。

## 部活動
- 女子バレーボール部
- バスケットボール部
- バドミントン部
- 卓球部
- 男子硬式テニス部
- 女子硬式庭球部
- 野球部
- 陸上競技部
- 水泳部
- サッカー部
- 吹奏楽部
- 美術部
- 和太鼓部
- 合唱部
- 演劇部
- 科学部
- コミュニティ部

## 著名な出身者
- 内山由綺 - 元体操選手[2]
- 土谷正実 - 元オウム真理教幹部。元死刑囚。

## 「町田市新たな学校づくり推進計画」による影響
町田市教育委員会では「町田市新たな学校づくり推進計画」に基づいて、2040年度までに市内の市立小学校・中学校を統合・建替えを行う予定である。この影響を受けて、当校も2034年度から2036年度にかけて校舎の改修工事を行う。なお、改修校舎は2037年度から使用開始予定である。

## 近隣の学校
主な出身小学校
町田市立南第一小学校
町田市立南第三小学校
町田市立南第四小学校
町田市立南成瀬小学校
主な近隣中学校
町田市立つくし野中学校
町田市立南成瀬中学校

## 周辺
- 認定こども園光幼稚園 - 一部敷地が隣接。
- 都営金森第10アパート - 2号棟は町田市道をはさんで、敷地が隣接。
  - 都営金森第10アパート以外の民営のマンション・アパートも点在する。
- 町田市立南平和児童遊園

## アクセス
- 神奈川中央交通「町83」・「町84」・「町85」・「町87」・「町88」の各系統及び金森地区コミュニティバス「かわせみ号」・成瀬駅ルートで、「南中学校前」停留所から、学校正門まで、
  - つくし野駅・成瀬駅（北口(神奈中)・南口(かわせみ号)）・すずかけ台駅・鶴間駅東口・鶴間車庫行のりばから、徒歩約320m・約5分。
  - 町田バスセンター・町田ターミナル行乗り場から、徒歩約310m・約5分。
- なお、金森地区コミュニティバス「かわせみ号」・成瀬駅ルートは片方向の運行となるため、成瀬駅からは神奈中バスを利用した方が早いが、運行本数は極めて少ない。
- また、「南中学校前」停留所から学校敷地までは、最短距離で約120mほどだが、学校正門との位置関係で、更に距離が延びる。